# Język lingala
Język lingala, także: kingala, ngala – język z rodziny bantu, używany jako język ojczysty przez około 2 miliony osób w północno-zachodniej Demokratycznej Republice Konga oraz północnym i środkowym Kongu. Rozprzestrzeniony jest także jako język wehikularny po całym terytorium wspomnianych państw oraz w południowej części Republiki Środkowoafrykańskiej i północnej Angoli. W sumie językiem tym posługuje się około 10 milionów osób.
Obok suahili i hausa język lingala jest jednym z najważniejszych języków wehikularnych Czarnej Afryki.